# Trnava (Užice)
Trnava (Servisch cyrillisch Трнава) is een plaats in de Servische gemeente Užice. De plaats telt 463 inwoners (2002).